# Mercedes-Benz R170
La Mercedes-Benz R170 è la prima generazione della Mercedes-Benz Classe SLK, un'autovettura di tipo roadster di fascia medio-alta prodotta dalla casa automobilistica tedesca Mercedes-Benz dal 1996 al 2004.

## Storia e profilo

### Genesi
È da poco prima del lancio della Classe C W202 che la Casa di Stoccarda ha in mente di derivare da quest'ultima una roadster che andasse a posizionarsi sotto la più esclusiva SL R129. Al momento della presentazione della W202, erano già stati diffusi alcuni schizzi riguardanti la futura piccola roadster, e già quei primi disegni si capiva la volontà dei vertici Mercedes-Benz di proporre qualcosa di particolare. Lo si capiva osservando che in quei disegni il tetto della vettura non era costituito dalla classica capote in tela, bensì da un tetto ripiegabile in metallo. Si sarebbe trattato di qualcosa di inconsueto, anche se sicuramente di già visto, anche se molto tempo prima. Fu infatti la francese Peugeot, oltre sessant'anni prima, a proporre questa soluzione così particolare. Poi, nei decenni successivi non si vide più niente del genere nella produzione automobilistica in serie. La nuova roadster tedesca avrebbe quindi riproposto questa chicca particolare per catturare l'interesse della potenziale clientela.

Le prime impressioni si consolidarono ulteriormente nel 1994, quando al Salone di Torino venne svelato il primo prototipo prefigurante la roadster definitiva. In questo caso, la vettura non montava nessun tetto in metallo, né tantomeno una capote in tela. La soluzione del tetto metallico ripiegabile riapparve però alla presentazione del secondo prototipo, che il pubblico ha potuto apprezzare in entrambe le configurazioni.

### Debutto
La presentazione ufficiale della vettura di serie si ebbe al Salone di Torino del 1996: il codice di progetto era R170, ma la sigla commerciale del nuovo modello era SLK, che in tedesco sta per Sportlich Leicht Kurz, ossia "sportiva leggera a passo corto". Tale sigla va ad inaugurare una serie di generazioni di roadster di fascia medio-alta. La R170 è stata la prima di queste generazioni.

#### Linea ed interni
Le linee della SLK R170 erano una perfetta sintesi di sportività, eleganza e sobrietà. L'équipe di Bruno Sacco, in collaborazione con la Karmann, è riuscita a creare una silhouette che mantiene il suo equilibrio e le sue perfette proporzioni sia da aperta che da chiusa. L'aspetto della roadster-coupé tedesca risulta ancor più slanciato se si considerano le sue dimensioni compatte: in effetti la SLK R170 è stata la prima Mercedes-Benz di serie nella storia a rimanere sotto la soglia dei 4 metri di lunghezza, anche se di soli 5 mm. Nonostante ciò, il corpo vettura appare assai scattante ed anche molto filante, basti pensare che il Cx è di 0.33, un valore che all'epoca era di particolare rilievo.

Il lungo cofano motore, tipico di tutte le roadster, è caratterizzato dalle due nervature longitudinali che richiamano alla mente il cofano delle 300SL (roadster e coupé) degli anni cinquanta. I fari anteriori sono molto meno spigolosi di quelli utilizzati per esempio sulla Classe C o sulla Classe S W140 e concorrono a rendere più morbida la vista del muso. La fiancata è semplice ma assai efficace e la sua vista consente di apprezzare la coda molto corta e caratterizzata da gruppi ottici di forma triangolare come quelli della berlina W202, ma di dimensioni relativamente maggiori, in modo da accrescerne l'aggressività. Il vano bagagli contiene anche il vano di alloggiamento del tetto pieghevole, il cui azionamento avviene per mezzo di un dispositivo elettroidraulico che sfrutta una pompa e cinque cilindretti idraulici che lavorano a 200 bar di pressione. L'operazione di apertura/chiusura del tetto richiede 25 secondi.

L'abitacolo è prima di tutto d'impostazione sportiva, ma immediatamente dopo il primo sguardo si nota anche l'eleganza degli abbinamenti cromatici ed il livello delle finiture e dei materiali utilizzati. I sedili non hanno un'intelaiatura a molle, ma in metallo flessibile, su cui viene montata un morbido cuscino in poliuretano. Tale sistema permette di avere sedili meno ingombranti e quindi di lasciare più spazio ai due occupanti in una vettura dall'abitacolo non certo enorme. Il bagagliaio ovviamente concede maggior spazio ai bagagli in caso di tetto chiuso. In questa configurazione, lo spazio è addirittura più che buono, relativamente al tipo di vettura.

#### Struttura e telaio

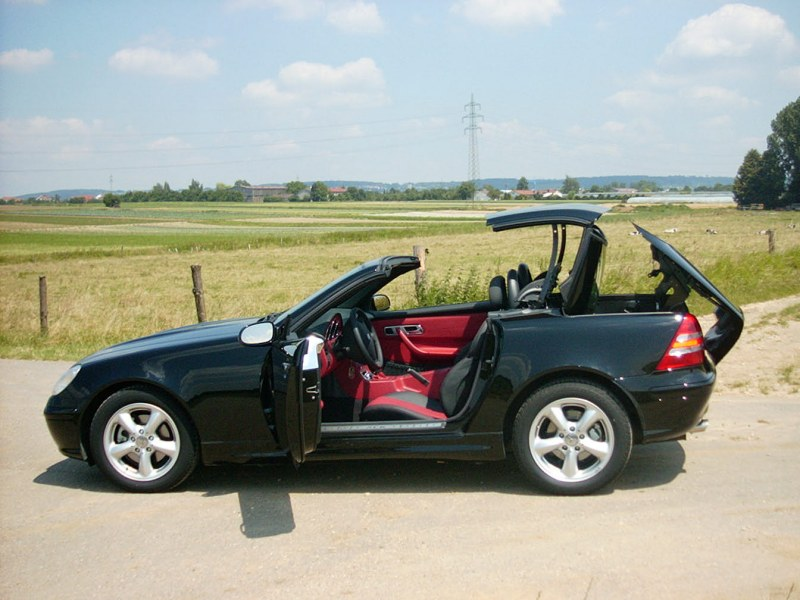
Una SLK R170 in fase di apertura del tetto pieghevole

Il pianale della R170 è lo stesso della W202, ma con passo accorciato di ben 29 cm. Data la tipologia di vettura, la scocca è stata adeguatamente irrobustita, così da garantire una guida brillante anche a tetto aperto, senza il rischio di scompensi telaistici. A proposito di sicurezza, sulla SLK vanno segnalati i robusti montanti del parabrezza che, agendo con i due altrettanto robusti roll-bar posti dietro i poggiatesta, garantiscono adeguata incolumità agli occupanti in caso di ribaltamento della vettura. Degno di nota è anche il pannello parafiamma, studiato appositamente anche per fornire protezione alle gambe di conducente e passeggero in caso di urto frontale.

Anche la meccanica di sospensioni ed impianto frenante derivano da quelle della berlina W202. Le sospensioni sono state però ritarate in funzione di un utilizzo più sportivo, per esempio con gli ammortizzatori irrigiditi, ma senza per questo pregiudicare una guida confortevole. Ritroviamo quindi l'avantreno a quadrilateri deformabili ed il retrotreno multilink. I freni a disco sono autoventilanti all'avantreno, com'è oramai consuetudine su vetture di questo lignaggio, mentre lo sterzo è a circolazione di sfere.

#### Motorizzazioni
Al suo debutto, la R170 è stata proposta principalmente in due varianti, ossia un 2 litri aspirato da 136 CV ed un 2.3 litri sovralimentato mediante compressore volumetrico da 193 CV. Per alcuni mercati europei, tra cui il nostro, è stata proposta anche una terza versione mossa da un 2 litri con compressore, ma di potenza quasi identica a quella della versione 2.3 (192 CV). Le due versioni sovralimentate sono riconoscibili esternamente per la scritta Kompressor sul parafango anteriore. In ogni caso, non sono state previste motorizzazioni a gasolio. Tutti i motori sono accoppiati ad un cambio manuale a 5 marce.

La produzione dei primi esemplari parte nel luglio del 1996 presso lo stabilimento Mercedes-Benz di Brema, lo stesso che ospita le linee di produzione della più grande e costosa R129, mentre in Italia la roadster viene commercializzata a partire dal novembre dello stesso anno.

### Evoluzione

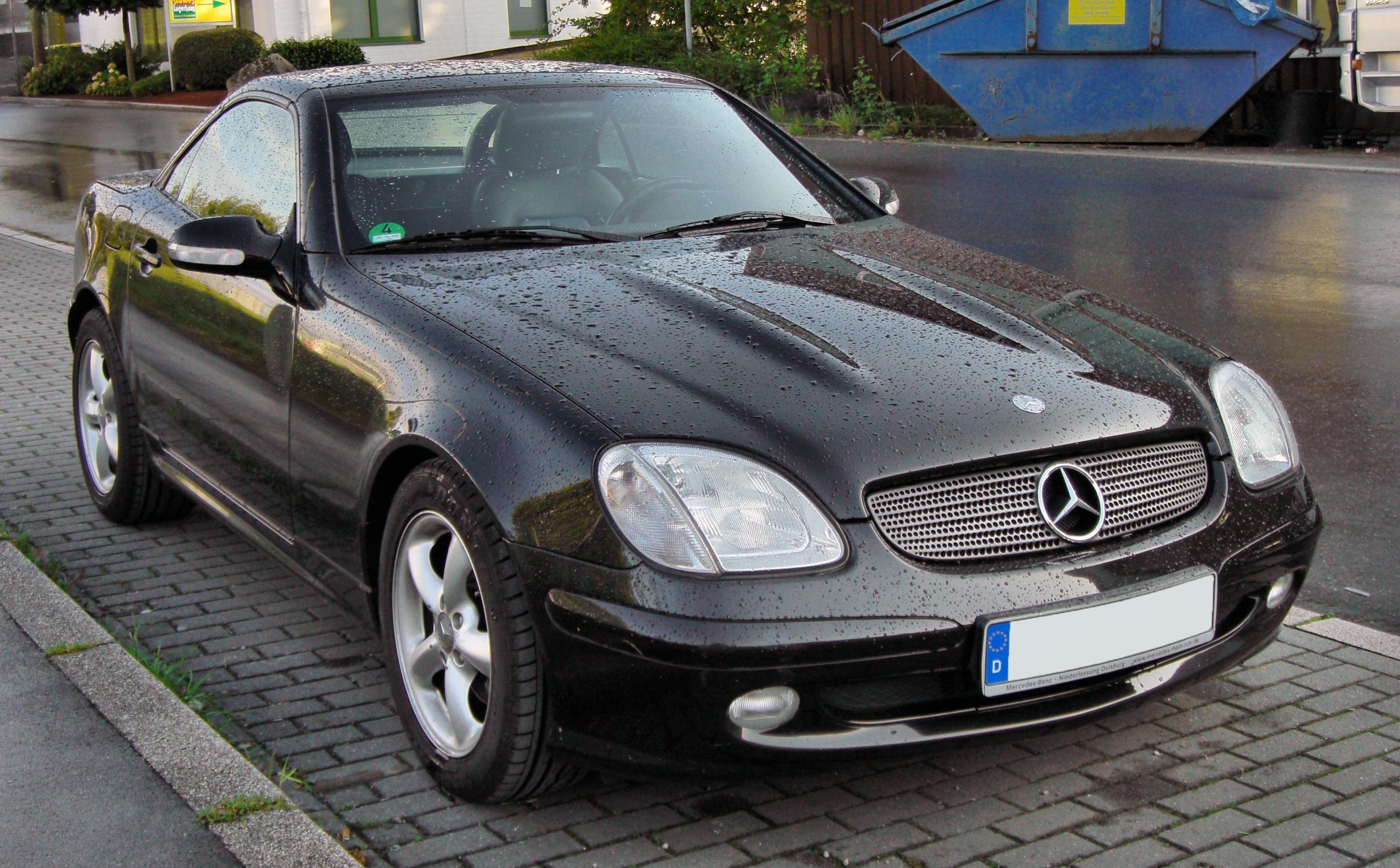
Il frontale di una SLK R170 post-restyling

Il successo della piccola roadster è immediato e duraturo, e pare non conoscere soste. A fronte di un volume di vendite previsto di circa 35-37 000 vetture l'anno, la Casa tedesca si è trovata a fare i conti con ben 55 000 vetture vendute già nel primo anno di produzione.

La R170, tra l'altro, rimane pressoché invariata nella gamma per tre anni e mezzo, continuando però a mietere successi di vendita non indifferenti.

Solo nella primavera del 2000 la R170 beneficia di un restyling volto a renderne più fresche e dinamiche le linee. Presentata al Salone di Detroit di quell'anno, la R170 restyling propone esternamente nuovi paraurti anteriore e posteriore, frecce direzionali sugli specchietti, fari posteriori leggermente ridisegnati e maniglie porta in tinta. Nell'abitacolo, spiccano i nuovi inserti in alluminio, oppure, a scelta, dei nuovi inserti in radica. Meccanicamente, la nuova SLK R170 presenta non poche novità, prima fra tutte il nuovo motore V6 da 3.2 litri e 218 CV di potenza massima. I due motori da 2 e 2.3 litri sovralimentati, vengono rivisti per non sovrapporsi più l'uno sull'altro: in questo modo, il 2 litri Kompressor viene depotenziato a 163 CV, mentre quello da 2.3 litri viene portato a 197 CV. Inoltre, con l'aggiornamento di mezza età, la versione 2 litri Kompressor viene proposta per tutta l'Europa, Germania compresa.
Ma la novità forse più importante è l'adozione del nuovo cambio manuale a 6 rapporti, che permette alla 200K da 163CV di non rimpiangere la precedente versione in termini di prestazioni, pur rinunciando a 29 CV di potenza. Grazie alla 6ª marcia lunga che prende il posto della 5ª, i consumi autostradali migliorano; mentre nel misto stretto la 3ª marcia viene ora sostituita da 3a e 4a che grazie ad una sapiente spaziatura dei rapporti fanno raggiungere al complesso motore-cambio la forma migliore.

Nel 2001, circa un anno dopo il restyling, la gamma si amplia con l'arrivo della versione AMG, mossa dal 3.2 litri già impiegato nella normale produzione, ma sovralimentato a sua volta da un compressore volumetrico. La potenza, grazie anche ad altri accorgimenti e rivisitazioni, sale a ben 354 CV. Per questa versione, vengono apportate modifiche anche all'abitacolo, in modo da renderlo più sportiveggiante. Inoltre, è l'unica SLK R170 ad avere di serie un cambio automatico a 5 rapporti.

La produzione della R170 termina nella primavera del 2004, quando viene lanciata la seconda serie della SLK, ossia la R171.

## Riepilogo caratteristiche
Di seguito vengono riportate le varie versioni previste per la SLK R170:
| Modello                                                                                 | Sigla telaio | Motore                  | Cilindrata cm³ | Alimentazione                                   | Potenza CV/rpm | Coppia Nm/rpm  | Cambio/ N°rapporti | Massa a vuoto (kg) | Velocità max | Acceler. 0–100 km/h | Consumo medio (l/100 km) | Anni di produzione | Prezzo all'epoca in milioni di lire | Esemplari prodotti |
| --------------------------------------------------------------------------------------- | ------------ | ----------------------- | -------------- | ----------------------------------------------- | -------------- | -------------- | ------------------ | ------------------ | ------------ | ------------------- | ------------------------ | ------------------ | ----------------------------------- | ------------------ |
| SLK 200                                                                                 | 170.435      | M111E20 (111.946)       | 1998           | Iniezione elettronica                           | 136/5500       | 190/ 3700-4500 | M/5 A/5            | 1.270              | 208          | 9"3                 | 9.1                      | 07/96-02/2000      | 59.95                               | 44.846             |
| SLK 200 Kompressor1                                                                     | 170.445      | M111E20ML (111.943)     | 1998           | Iniezione elettronica + compressore volumetrico | 192/5300       | 270/ 2500-4800 | M/5 A/5            | 1.325              | 230          | 7"6                 | 9.2                      | 08/96-02/2000      | 68.15                               | 12.353             |
| SLK 200 Kompressor EVO                                                                  | 170.444      | M111E20ML EVO (111.958) | 1998           | Iniezione elettronica + compressore volumetrico | 163/5300       | 230/ 2500-4800 | M/6                | 1.365              | 220          | 8"2                 | 9.6                      | 02/2000-04/2004    | 67.9                                | 89.020             |
| SLK 230 Kompressor                                                                      | 170.447      | M111E23ML (111.973)     | 2295           | Iniezione elettronica + compressore volumetrico | 193/5300       | 280/ 2500-4800 | M/5 A/5            | 1.325              | 231          | 7"4                 | 9.3                      | 07/96-02/2000      | 74.35                               | 113.520            |
| SLK 230 Kompressor EVO                                                                  | 170.449      | M111E23ML EVO (111.983) | 2295           | Iniezione elettronica + compressore volumetrico | 197/5500       | 280/ 2500-5000 | M/6                | 1.385              | 235          | 7"2                 | 9.8                      | 02/2000-04/2004    | 75.55                               | 47.305             |
| SLK 320                                                                                 | 170.465      | M112E32 (112.947)       | 3199           | Iniezione elettronica                           | 218/5700       | 310/ 3000-4600 | M/6                | 1.405              | 242          | 7"                  | 11.1                     | 02/2000-04/2004    | 83.7                                | 33.416             |
| SLK32 AMG                                                                               | 170.466      | M112E32ML (112.960)     | 3199           | Iniezione elettronica + compressore volumetrico | 354/6100       | 450/4400       | A/5                | 1.495              | 250          | 5"2                 | 11.2                     | 03/2001-04/2004    | 117.14                              | 4.333              |
| 1Solo per: Italia, Grecia, Portogallo, Ungheria, Bulgaria, Croazia, Macedonia e Turchia |              |                         |                |                                                 |                |                |                    |                    |              |                     |                          |                    |                                     |                    |

## La R170 nei media
- Nell'ambito videoludico, la R170 è presente nel videogioco Carmageddon 3: TDR 2000, con il nome di King Merc.